# Pierrefitte-sur-Seine

Położenie Pierrefitte-sur-Seine w ramach aglomeracji paryskiej

Pierrefitte-sur-Seine – miejscowość i gmina we Francji, w regionie Île-de-France, w departamencie Sekwana-Saint-Denis.
Według danych na rok 1990 gminę zamieszkiwały 23 822 osoby, a gęstość zaludnienia wynosiła 6986 osób/km² (wśród 1287 gmin regionu Île-de-France Pierrefitte-sur-Seine plasuje się na 117. miejscu pod względem liczby ludności, natomiast pod względem powierzchni na miejscu 793.).